# Jang Jae-Sung
Jang Jae-Sung (Incheon, Corea del Sur, 15 de marzo de 1975) es un deportista surcoreano retirado especialista en lucha libre olímpica donde llegó a ser subcampeón olímpico en Atlanta 1996.

## Carrera deportiva
En los Juegos Olímpicos de 1996 celebrados en Atlanta ganó la medalla de plata en lucha libre olímpica de pesos de hasta 62 kg, tras el luchador estadounidense Thomas Brands (oro) y por delante del ucraniano Elbrús Tedéyev (bronce).